# Richard Flanagan
Richard Flanagan (n. 1961, Longford, Tasmania) este un scriitor australian.

## Biografie
Richard Flanagan este al cincilea din cei șase copii ai unei familii catolice irlandeze, care în 1849, s-a stabilit în Tasmania. El a urmat școlile de stat, până la 16 ani, când a părăsit școala și a început să lucreze. Flanagan a mers ca bursier Rhodes la Worcester College de la Universitatea Oxford si a absolvit in anul 1991 studiile sale de istorie.
Flanagan este căsătorit, are trei copii și locuiește în prezent în Hobart, Tasmania.
El a publicat până în prezent șase romane. Cartea Gould's Book of Fish a câștigat premiul Commonwealth Writers "din 2002. Iar în 2014 a fost distins cu premiul Man Booker pentru The Narrow Road to the Deep North.

## Opere

### Romane
- Death of a River Guide, 1994, ISBN 0-14-025785-3
- The Sound of One Hand Clapping, 1997, ISBN 0-330-36042-6
- Gould's Book of Fish, 2001  ISBN 0-330-36378-6
- The Unknown Terrorist, 2006, ISBN 0-330-42280-4
- Wanting, 2008
- The Narrow Road to the Deep North, 2013

### Cărți non-ficțiune
- A Terrible Beauty: History of the Gordon River Country, 1985
- The Rest of the World is Watching, 1990

### Opere traduse în limba română
- Teroristul necunoscut, 2009, Paralela 45, ISBN 9789734707713
- Cartea cu pesti a lui Gould, 2011, Paralela 45, ISBN 9789734711918
- O cale ingusta spre nordul indepartat, 2015, Litera, ISBN 9786067417708

### Premii și distincții
- First Fiction Award: Death of a River Guide
- Australian Booksellers Book of the Year Award: The Sound of One Hand Clapping
- Vance Palmer Prize for Fiction: The Sound of One Hand Clapping
- 1996 National Fiction Award: Death of a River Guide
- 2002 Commonwealth Writers’ Prize: Gould's Book of Fish
- 2014 Man Booker Prize